# مقاطعة أوكايالي
مقاطعة أُكَيالي (نقحرة: أوكايالي) (بالإنجليزية: Ucayali Province)‏ هي مقاطعة في بيرو، تتبع إقليم لوريتو، عاصمتها Contamana ‏، تبلغ مساحتها 29293.47 كيلومتر مربع.